# ريتشارد كوربيت
ريتشارد كوربيت (بالإنجليزية: Richard Corbett)‏ هو كاتب غير روائي وسياسي بريطاني، ولد في 6 يناير 1955 في المملكة المتحدة. حزبياً، نشط في حزب العمال.

## مناصب
- انتخب عضو في البرلمان الأوروبي عن دائرة Merseyside West (European Parliament constituency) [الإنجليزية]‏ لترشحه ضمن قائمة حزب العمال، وقد انضم خلال فترته النيابية (23 ديسمبر 1996 – 19 يوليو 1999) للكتلة البرلمانية حزب الاشتراكيين الأوروبيين.
- في انتخابات البرلمان الأوروبي 1999، انتخب عضو في البرلمان الأوروبي عن دائرة يوركشاير وهامبر [الإنجليزية]‏ لترشحه ضمن قائمة حزب العمال، وقد انضم خلال فترته النيابية (20 يوليو 1999 – 19 يوليو 2004) للكتلة البرلمانية حزب الاشتراكيين الأوروبيين.
- في انتخابات البرلمان الأوروبي 2004، انتخب عضو في البرلمان الأوروبي عن دائرة يوركشاير وهامبر [الإنجليزية]‏ لترشحه ضمن قائمة حزب العمال، وقد انضم خلال فترته النيابية (20 يوليو 2004 – 13 يوليو 2009) للكتلة البرلمانية الكتلة الاشتراكية ‏.
- في انتخابات البرلمان الأوروبي 2014، انتخب عضو في البرلمان الأوروبي عن دائرة يوركشاير وهامبر [الإنجليزية]‏ لترشحه ضمن قائمة حزب العمال، وقد انضم خلال فترته النيابية (1 يوليو 2014 – ) للكتلة البرلمانية التحالف التقدمي للاشتراكيين والديمقراطيين.